# 카세트 싱글
카세트 싱글 (CS, 카싱글, 영어: Cassette single, Cassingle)은 싱글 음악을 들을 수 있는 콤팩트 카세트를 뜻한다.

## 역사
영국에서 나온 바우 와우 와우의 데뷔 싱글 "C·30 C·60 C·90 Go"이 첫 카세트 싱글 곡이며, 미국 최초의 카세트 싱글은 1982년에 나온 고고스의 "Vacation"이다.
ZTT 레이블은 1984년 이 형식을 사용하였으며, 이로 인해 프랭키 고즈 투 할리우드, 아트 오브 노이즈, 프로파간다 등의 노래가 카세트 싱글로 발행되었다.

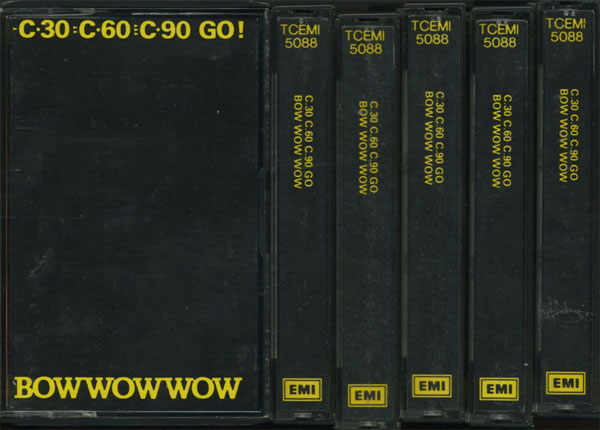
바우 와우 와우의 데뷔 앨범 "C·30 C·60 C·90 Go"의 카세트 싱글 버전.

미국의 음반회사들은 1987년부터 축음기 음반보다 효율이 좋은 카세트 싱글을 대규모로 만들기 시작했으며, 이로 인해 축음기 음반을 사용한 앨범의 수요가 감소하게 된다.
카세트 싱글은 1990년대 월트 디즈니 컴퍼니가 헤라클레스의 홍보 행사에 참여한 사람들에게 나눙 주기도 하였다.

## 패키징
원래 대부분의 카세트 싱글은 판지로 싸매서 발매되었고, 당시에는 프라스틱으로 수축 포장을 하였다. 몇몇 카세트 싱글들은 축음기 음반처럼 양면에 각각 다른 노래가 수록되어 있었으나, 대부분의 싱글은 양쪽에 같은 곡을 반복했다. 또한 일부 시장에서는 카세트 싱글을 일반적인 표준 카세트의 포장 방식 (종이로된 부속품을 넣은 플라스틱 박스) 을 그대로 사용하기도 했다.

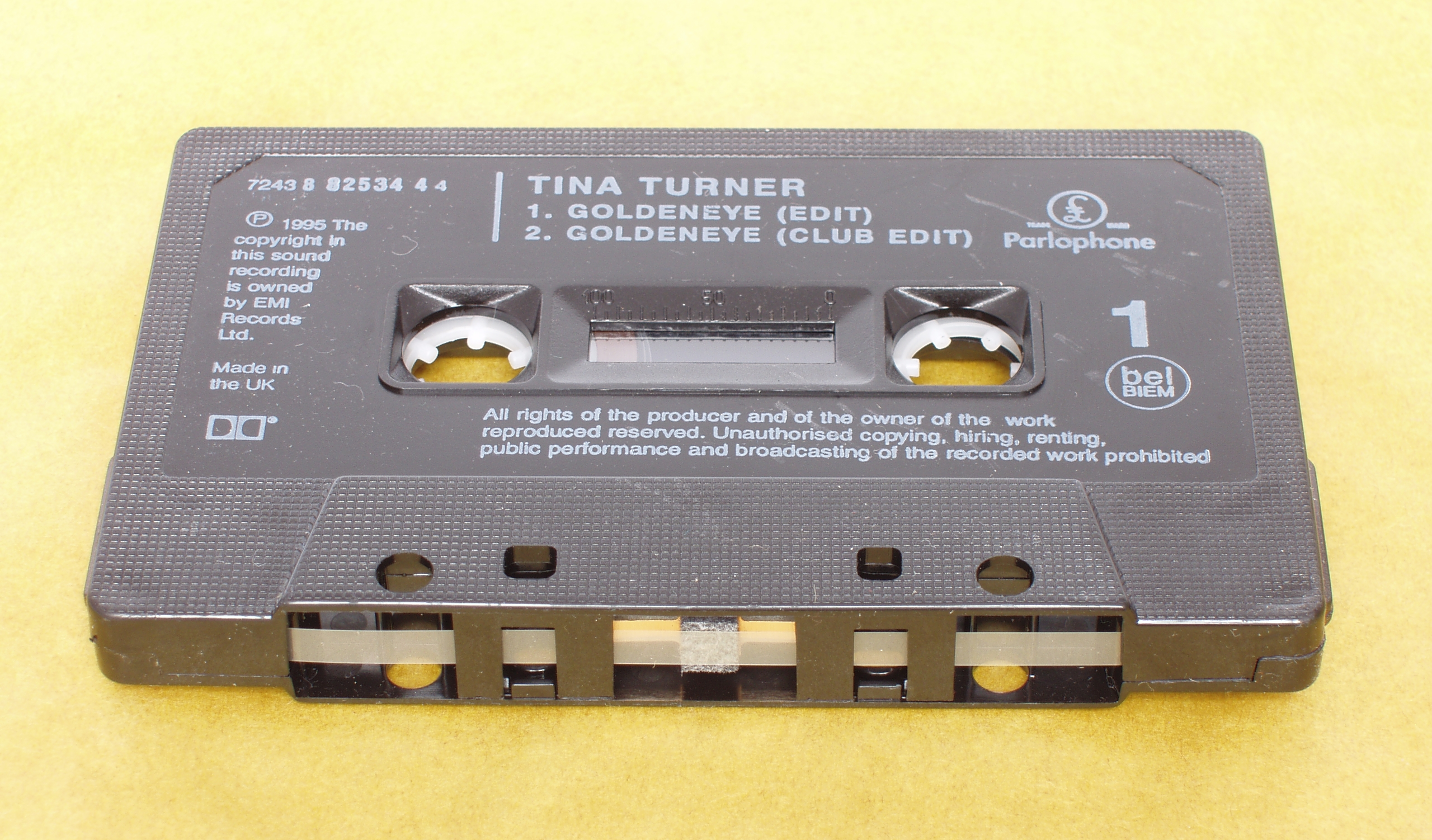
티나 터너의 1995년 노래 "GoldenEye"의 카세트 싱글

카세트 맥시 싱글이 출시됨에 따라서, 일반 카세트 패키징과 비슷하게 보이는 포장으로 통합되었다. 이는 종이나 판지가 들어있는 일반 플라스틱 카세트의 케이스에 넣어 두었다. 맥시 싱글은 한 곡의 네 가지 버전을 수록할 수 있었으나, 일부 버전은 두 곡의 다른 곡을 포함하기도 했다.

## 인기
카세트가 1980년대 후반 소니의 워크맨, 붐박스, 차에 내장되어 있는 카세트 플레이어 등에 사용할 수 있는 편재성 때문에 엄청난 인기를 끌었으나, 카세트 싱글은 카세트와 거의 같은 정도로 축음기 음반과 경쟁을 하지는 않았다. 미국에서는 2000년대 중반이 되면서 카세트 싱글이 완전히 사라졌는데, 인기가 떨어진 이유 중 한 가지는 카세트 싱글이 한 두 곡 밖에 수록하지 못하나, 그 저장량이 정규 앨범과 같았기 때문이다. 그러나 2013년 4월, 사이키델릭 락 밴드인 MGMT가 3집 앨범의 첫 번째 싱글을 카세트 싱글로 발매하였고, 미국의 밴드 폴라리스는 15년 만에 첫 카세트 싱글인 "Great Big Happy Green Moonface"를 발매하였다.